# 下鵜飼村
下鵜飼村（しもうかいむら）は、かつて岐阜県稲葉郡にあった村である。
現在の岐阜市下鵜飼に該当する。
当村発足時は方県郡の村であったが、郡の合併で稲葉郡の村となった。

## 歴史
- 1889年（明治22年）7月1日 - 町村制により方県郡下鵜飼村が発足。
- 1897年（明治30年）4月1日[2] - 厚見郡、各務郡、及び方県郡の一部が合併し、稲葉郡となる。当村は稲葉郡の村となる。
- 1897年（明治30年）4月1日 - 黒野村、御望村、今川村、折立村、洞村、交人村、古市場村と合併し、鵜飼村が発足。同日下鵜飼村は廃止。